# Nori Malo-Renault
Ne doit pas être confondu avec Malo-Renault ou Jean Malo-Renault.
Nori Malo-Renault, pseudonyme d'Honorine Césarine Tian née à Marseille le 20 janvier 1871 et morte à Pau le 29 janvier 1953, est une aquafortiste française et artisan d'art.

## Biographie

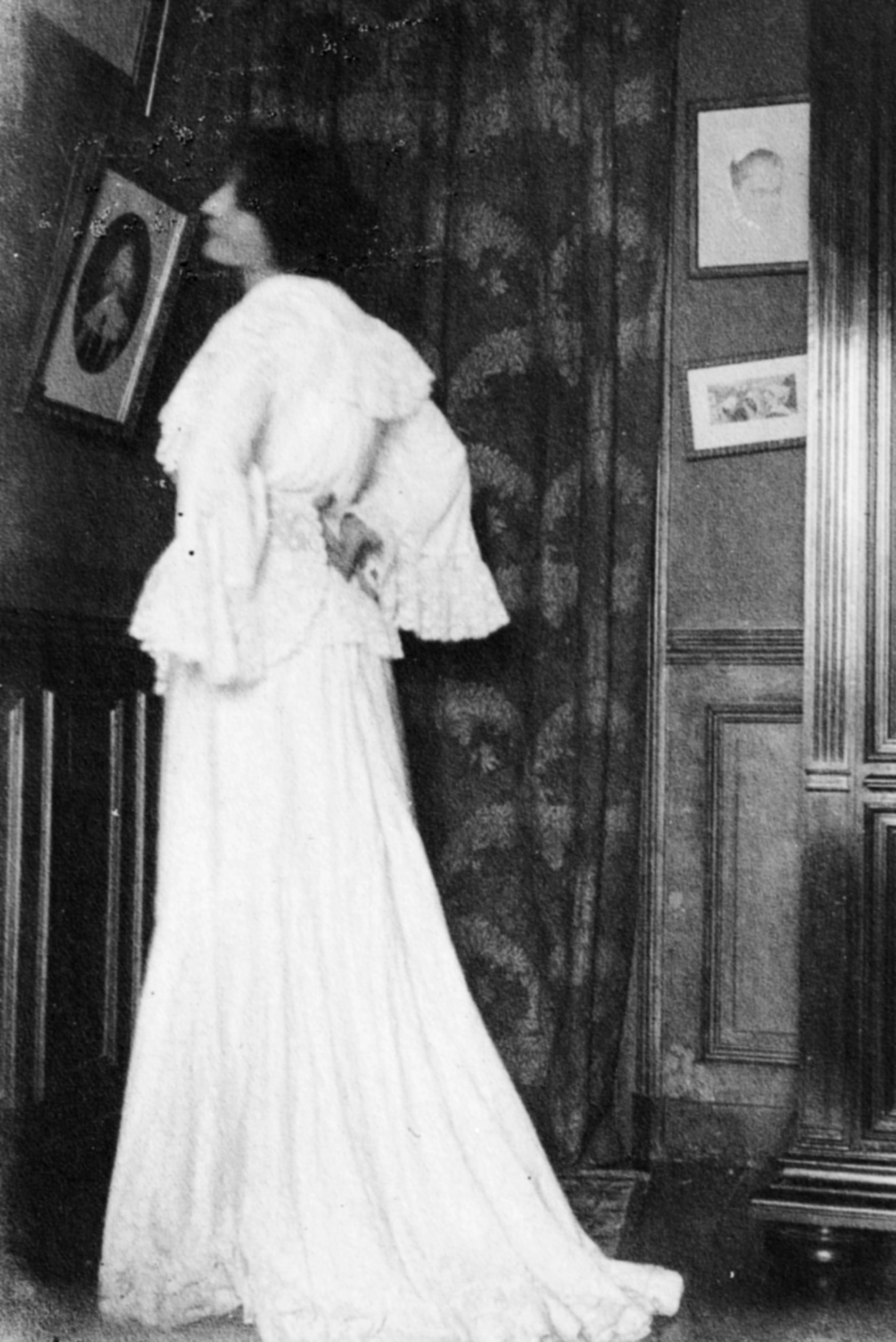
Nori Malo-Renault dans son appartement 104 rue d'Assas (1900)

Nori Malo-Renault est l'élève de l'École des beaux-arts de Marseille, puis de l'École des beaux-arts de Paris dans l'atelier de Luc-Olivier Merson. Elle se forme à la gravure à l'eau-forte sous la direction du peintre et graveur aquafortiste Adolphe-Alphonse Géry-Bichard. Elle épouse en 1897 le dessinateur pastelliste Émile Auguste Renault, dit Malo-Renault (1870-1938). Elle aide son mari pour le tirage de ses illustrations en particulier pour Le Serpent Noir. Sous le nom de Nori Malo-Renault, elle expose au Salon des artistes français de 1897 des eaux-fortes et pointes sèches en couleur ainsi que des reliures, puis au Salon de la Société nationale des beaux-arts de 1902 à 1914,.

## Œuvres
Nori Malo-Renault réalise ses eaux-fortes en couleurs, en  utilisant l'impression successivement de plusieurs matrices encrées des couleurs différentes sur la même feuille avec un repérage très précis (procédé dit « au repérage » ou régistration) .

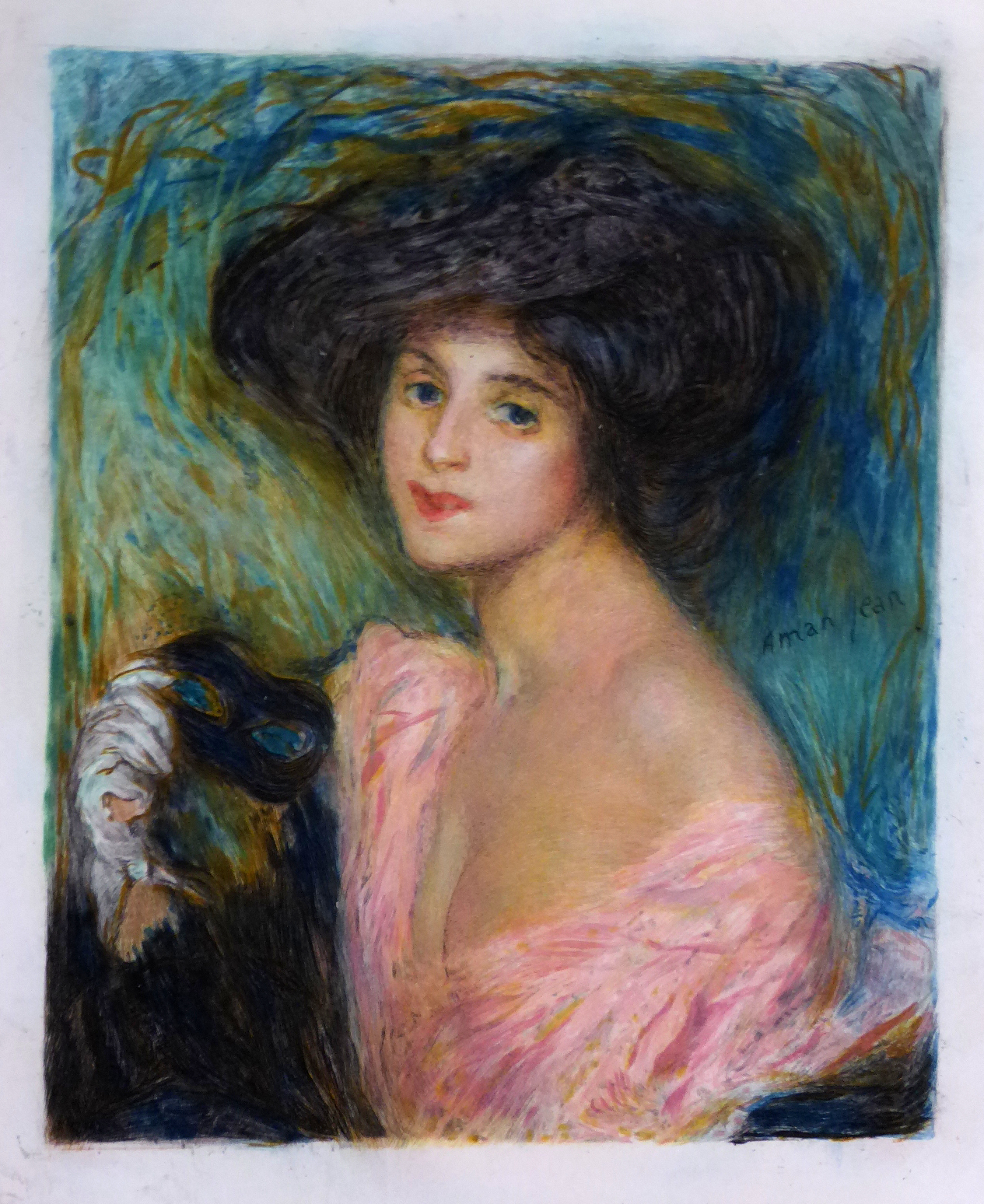
La Femme au masque estampe d'après un pastel d'Aman-Jean.

En complément d'une base à l'eau-forte, elle fait usage de la pointe sèche et de l'aquatinte, par exemple pour l'estampe de La Femme au masque d'après un pastel d'Edmond Aman-Jean dont les cinq cuivres sont conservés à Paris à la Chalcographie du Louvre. Les trois cuivres de son estampe originale Salomé, eau-forte en couleur, sont également conservés à la Chalcographie du Louvre. Un décor de couverture sur le modèle de l'estampe Salomé a été brodée par Nori Malo-Renault. Ce livre est conservé à la BnF l'Arsenal. Quelques-unes de ses estampes, essentiellement des eaux-fortes en couleurs, sont conservées à Paris au département des estampes et de la photographie de la Bibliothèque nationale de France.

Salomé, pièce de théâtre d'Oscar Wilde
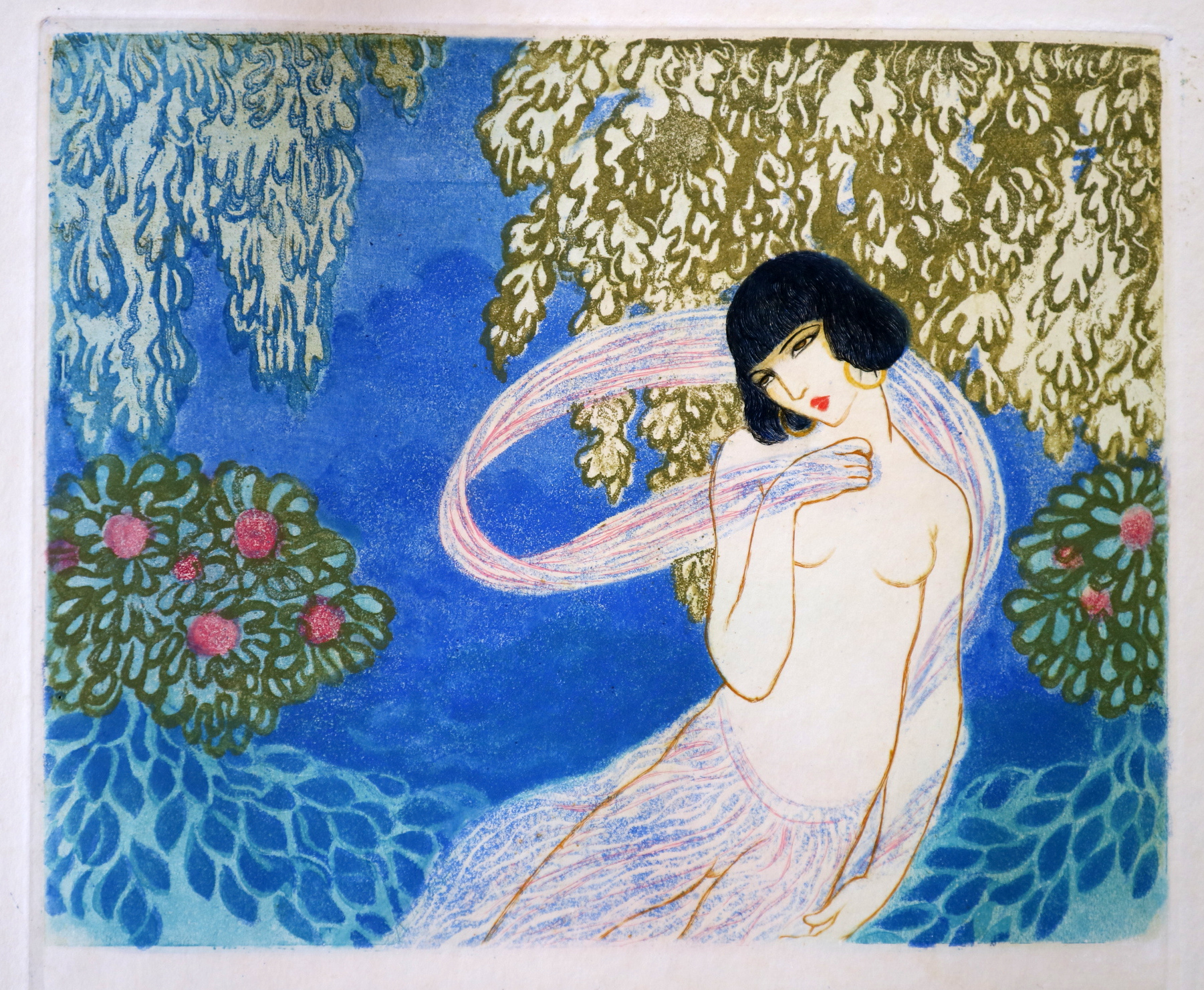
Salomé, eau-forte original
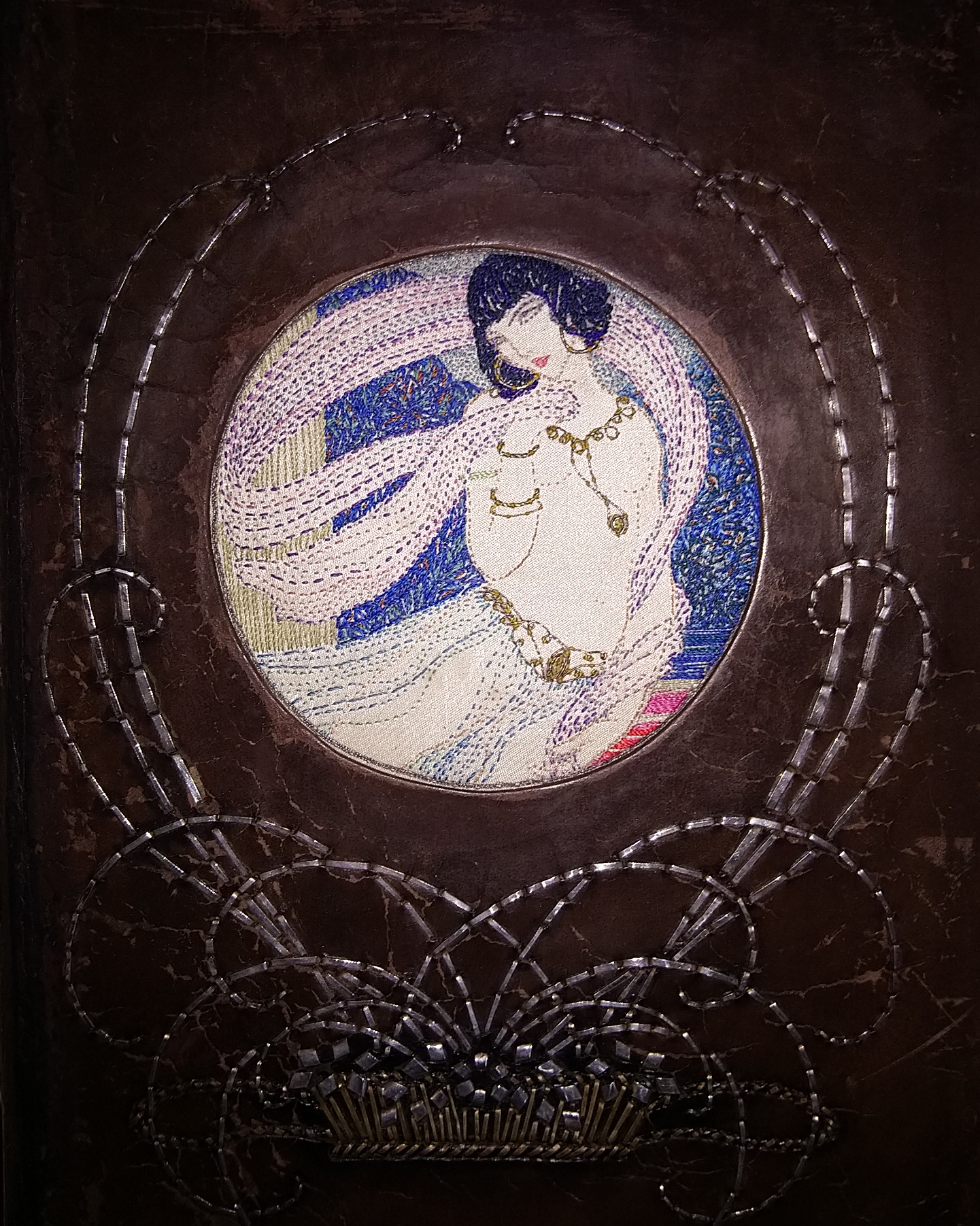
Décor de couverture livret Salomé.

### Estampes

Eaux-fortes en couleur (originales ou d'interprétation)
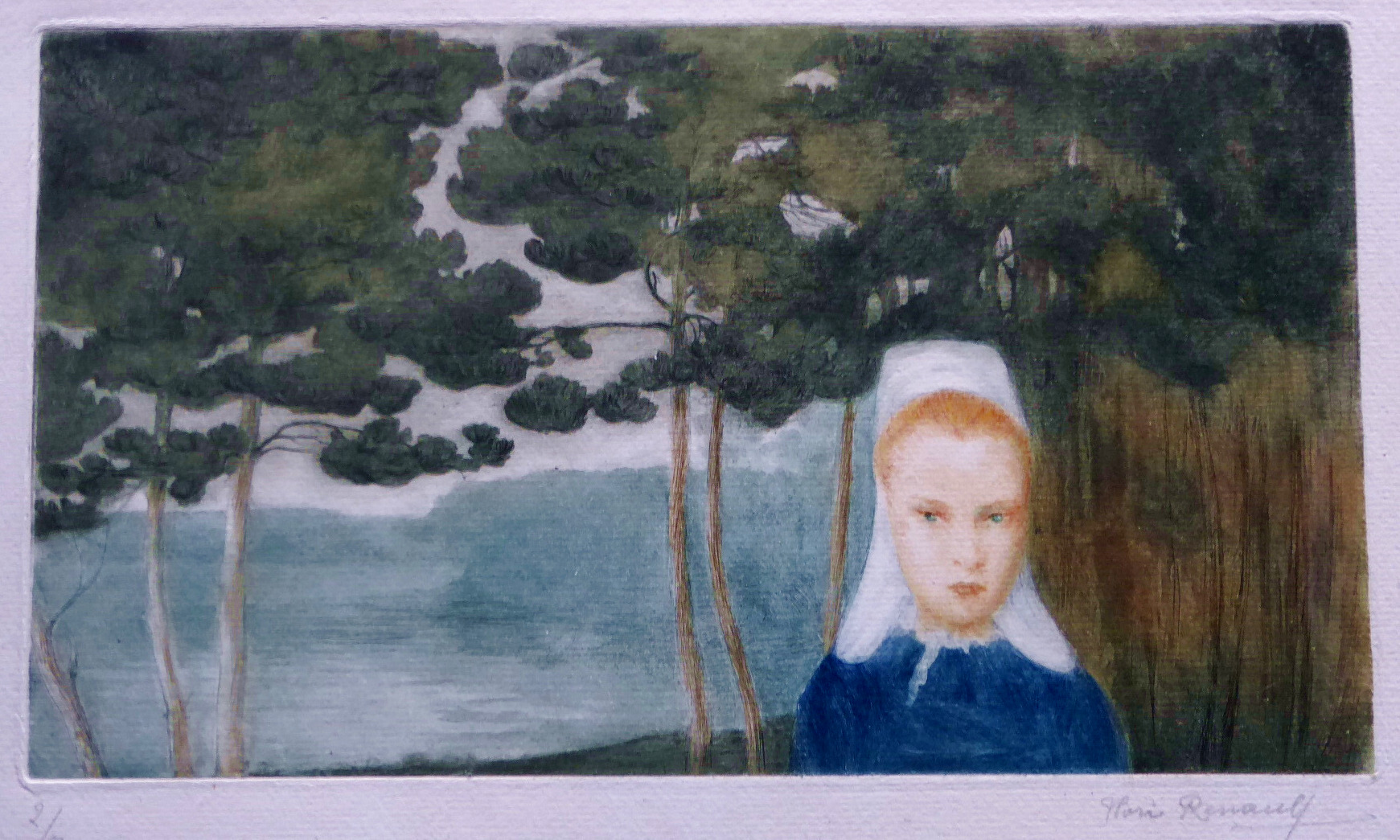
Marie-Annick, eau-forte originale (1902)
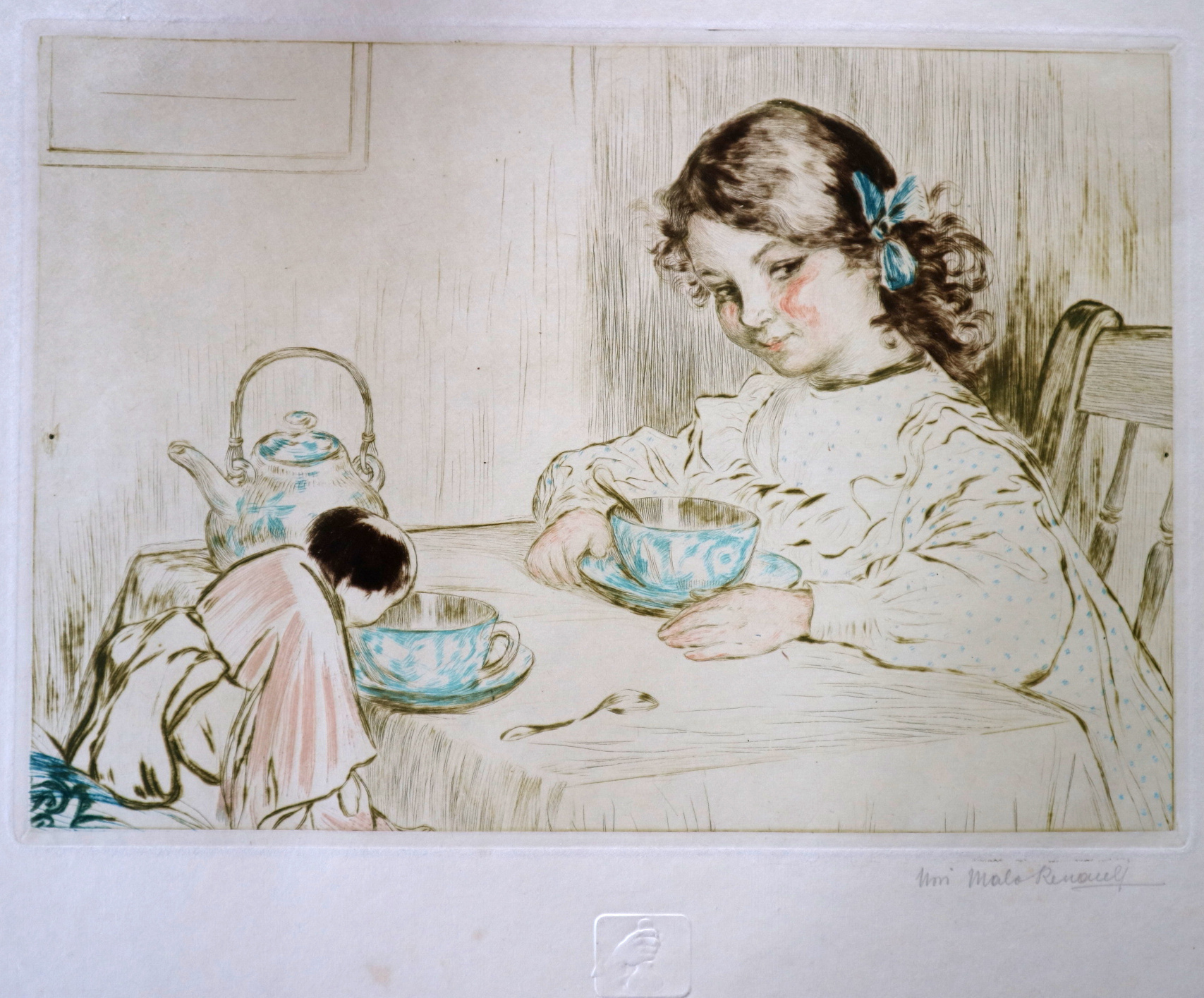
Dinnette, eau-forte originale
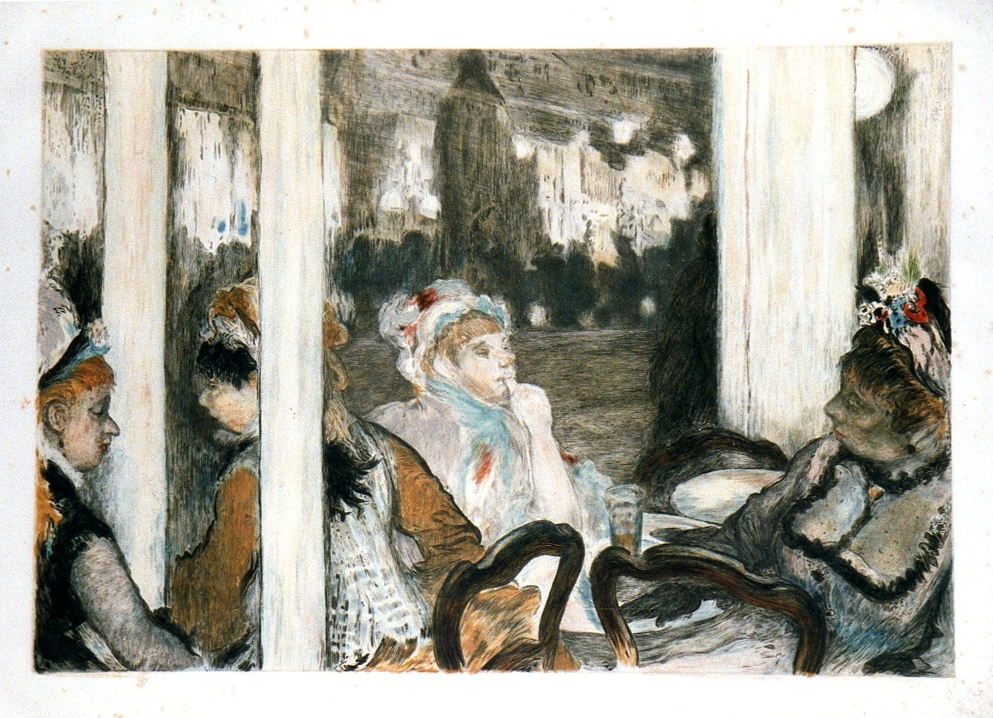
Edgar Degas, Le Petit Café, estampe de reproduction de Nori Malo-Renault (vers 1910)
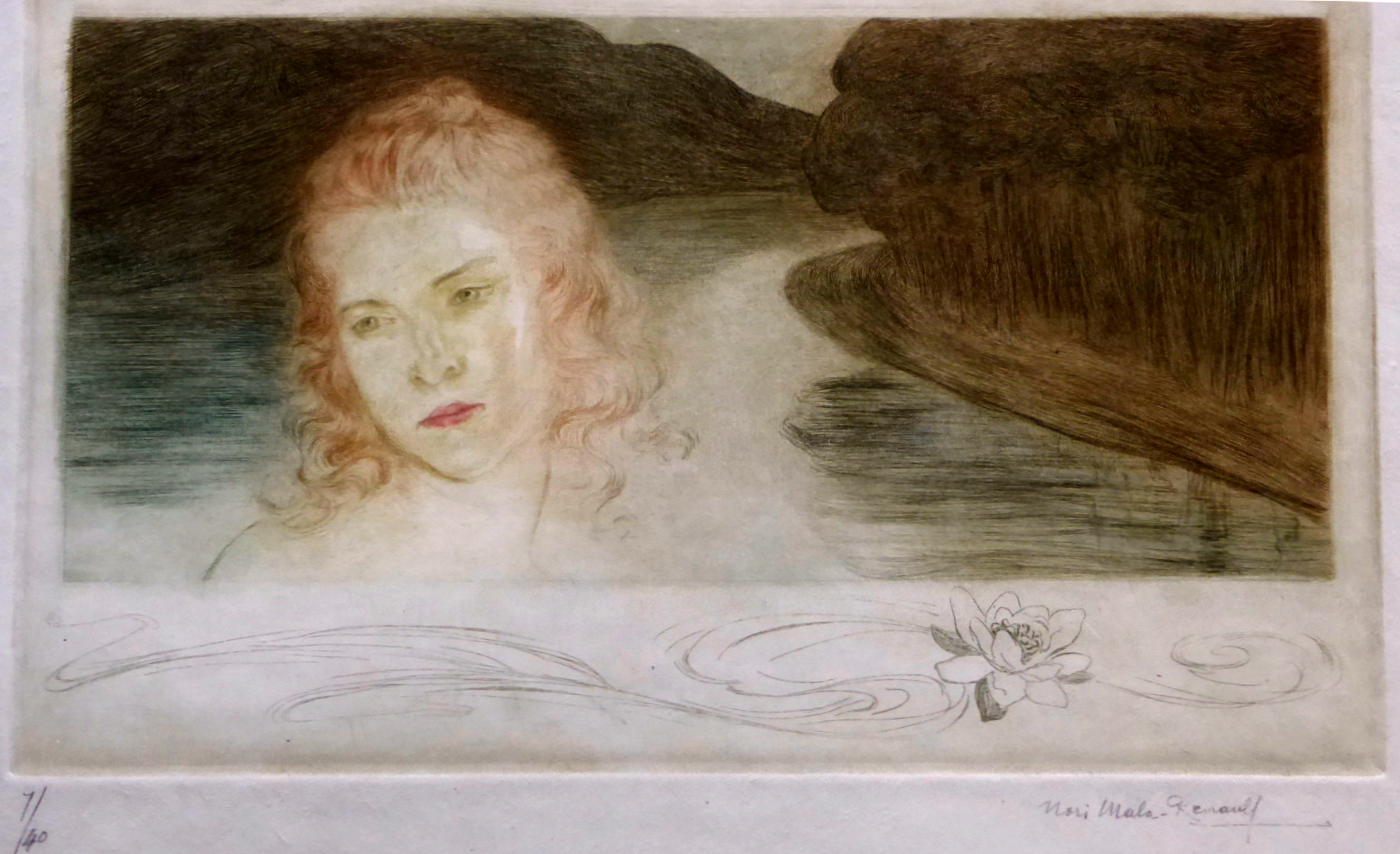
L'Oréade,  eau-forte originale

### Reliures

Décors de couverture, Nori Malo-Renault
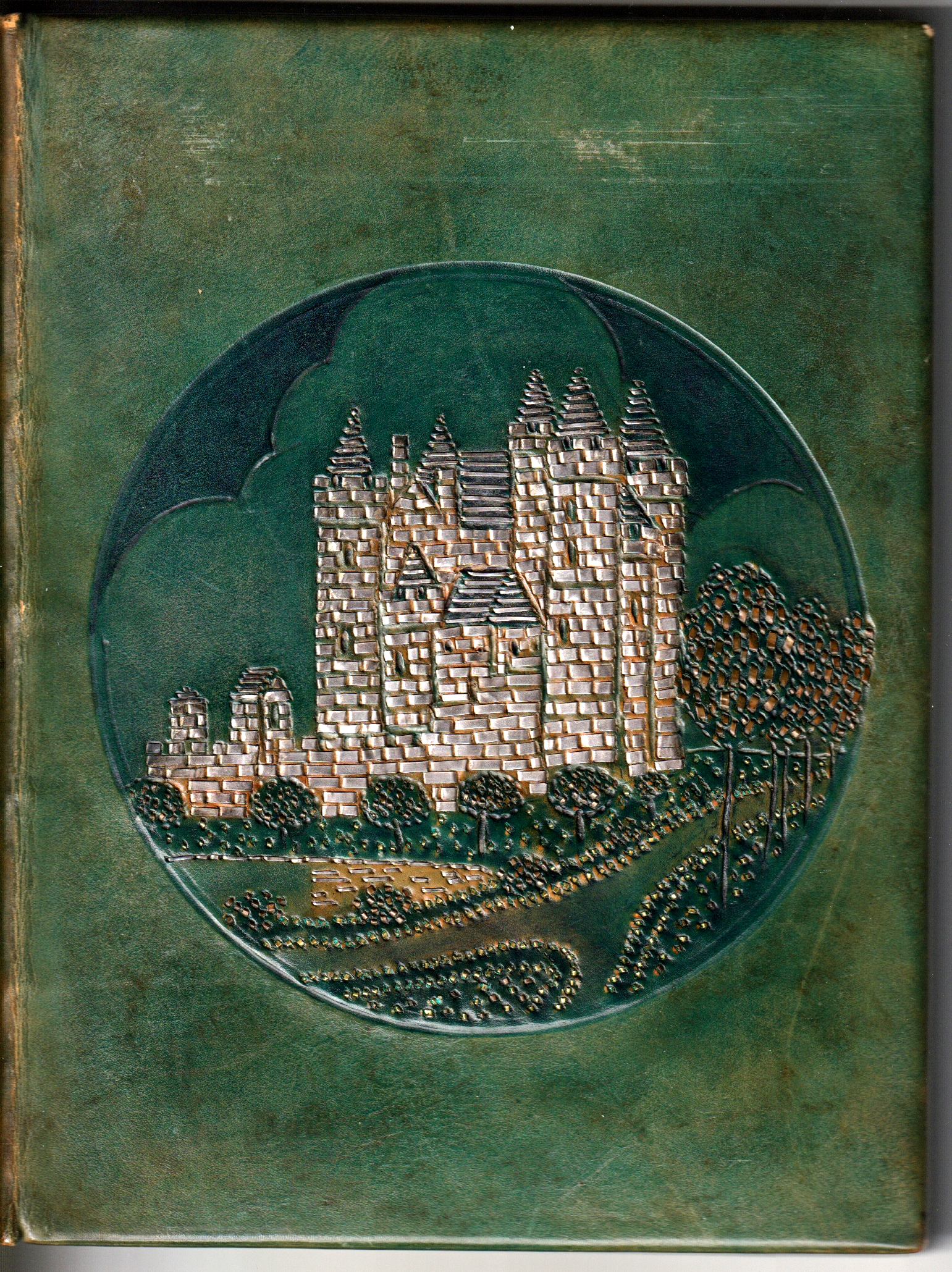
Le Château des Merveilles (1893)
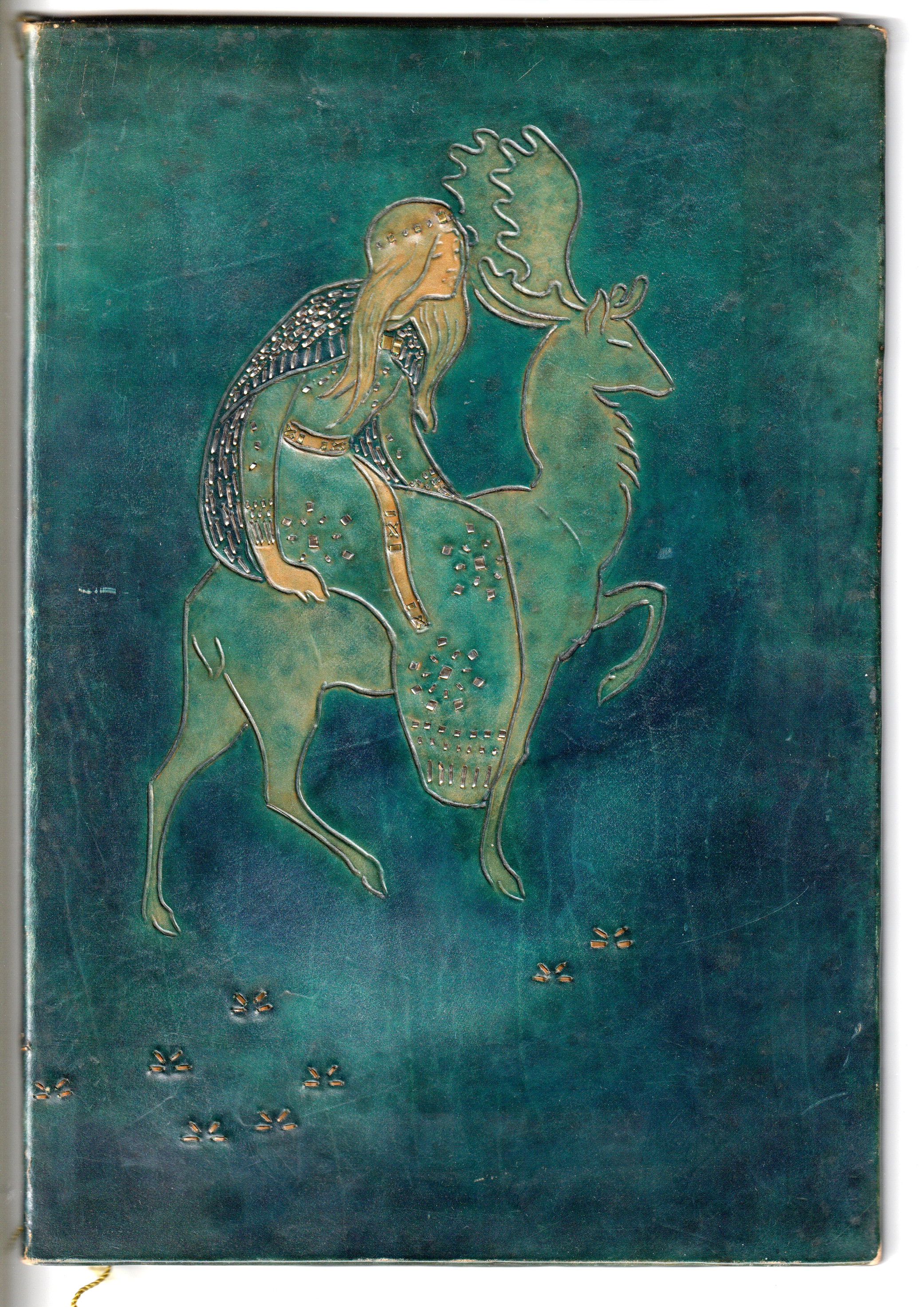
Andersen projet E Rodrigues
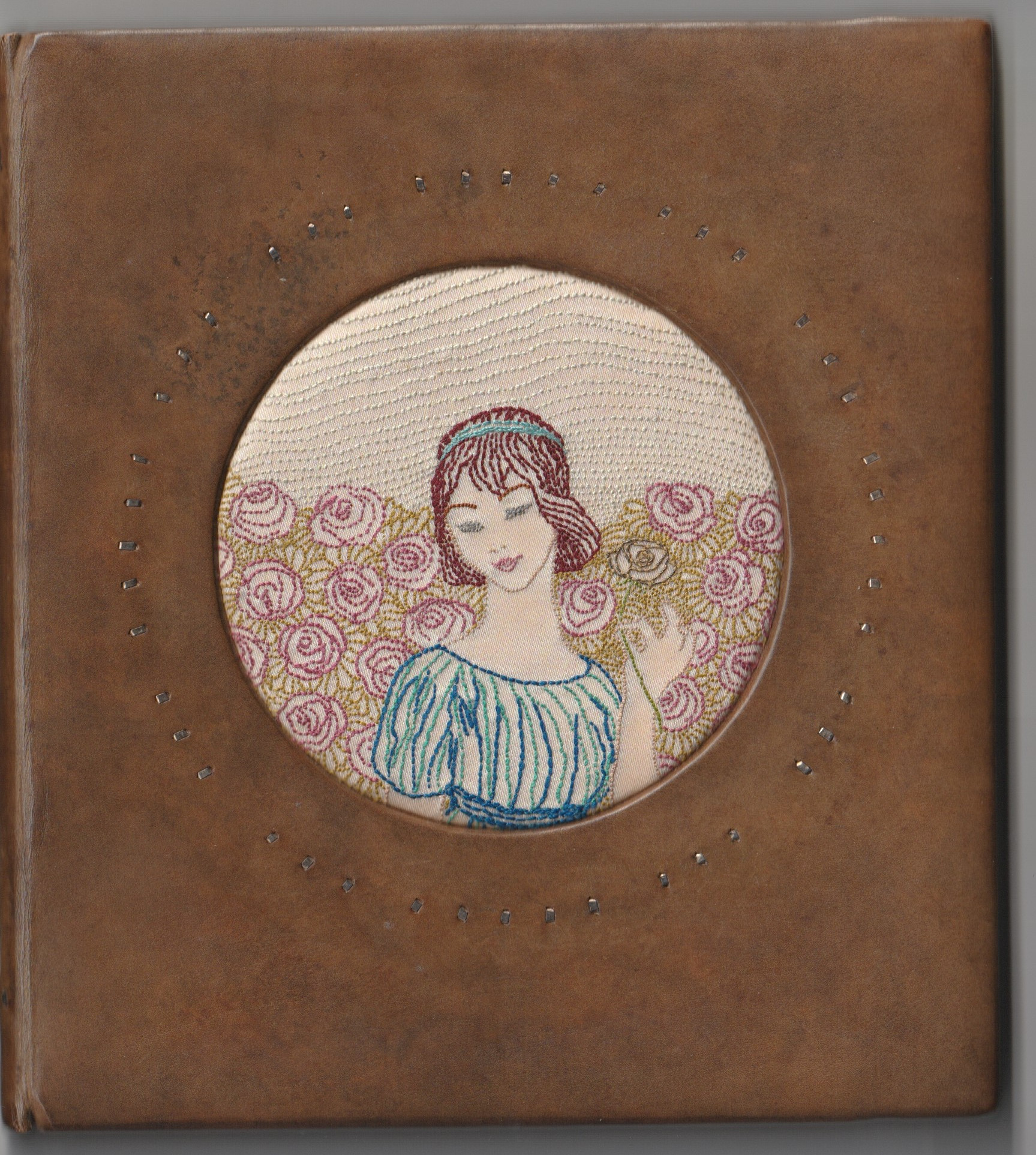
Roman Futile de F. Bernouard
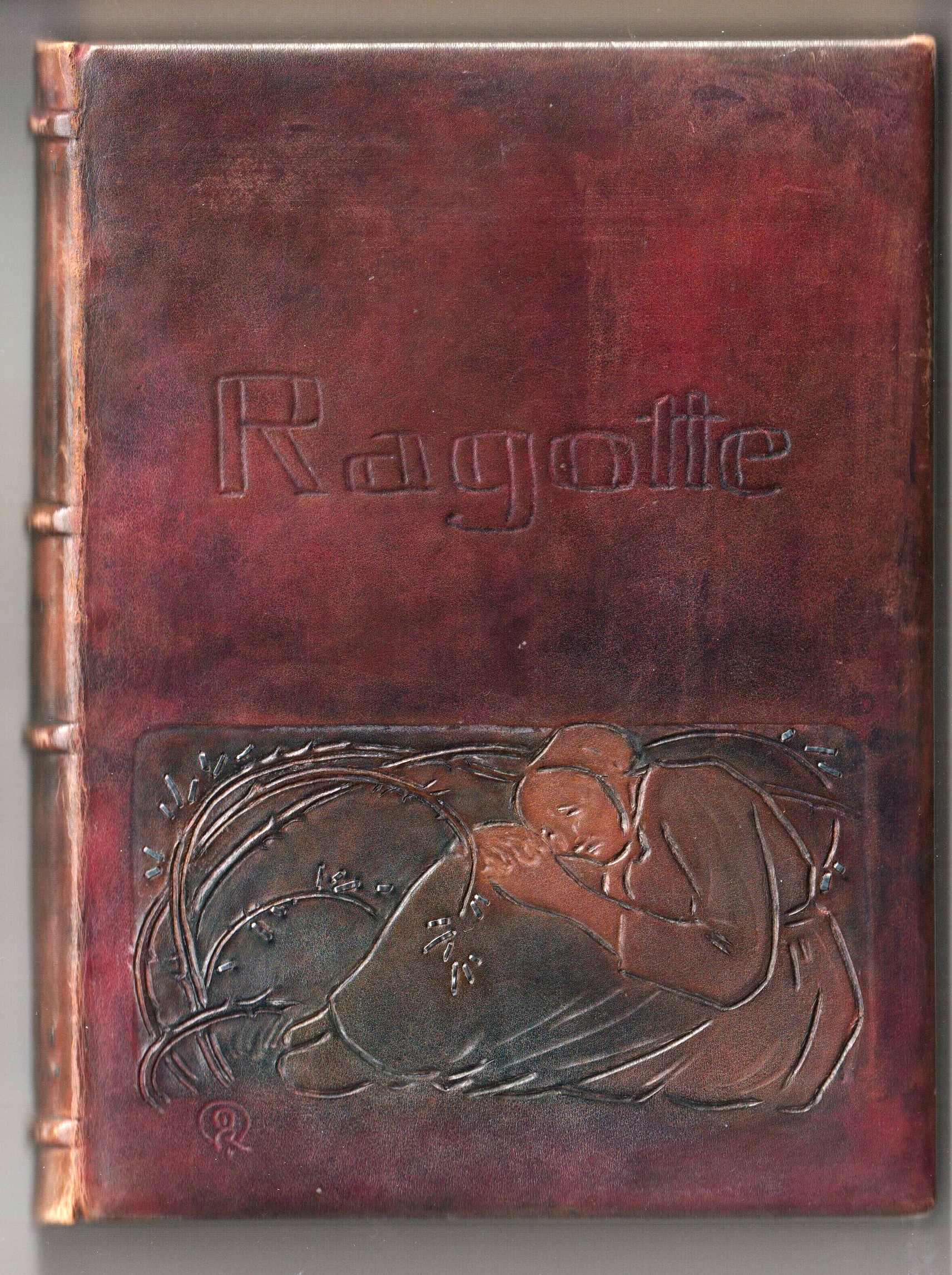
Ragotte Jules Renard (1909)

### Broderies

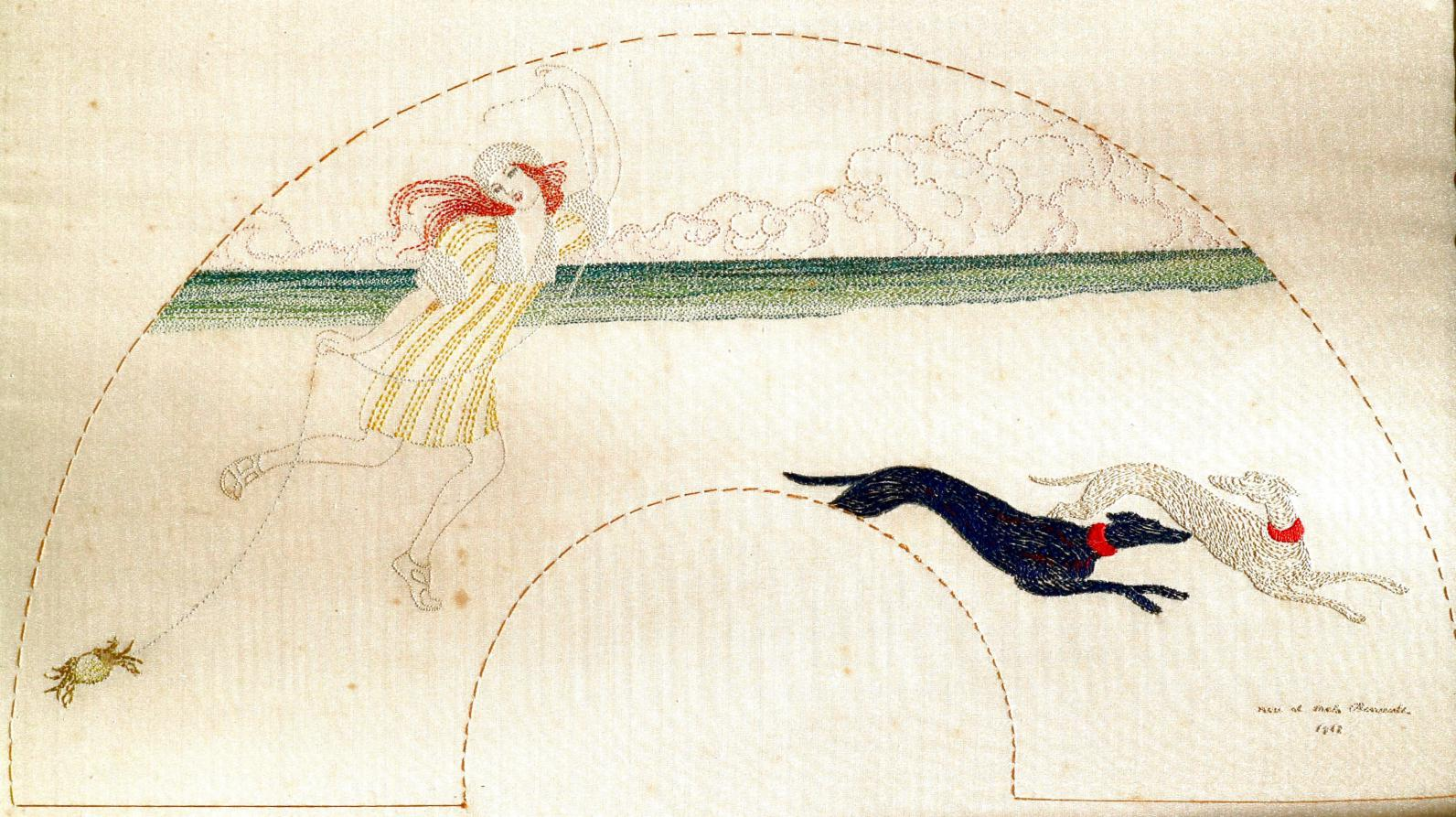
Lévriers, 1948.
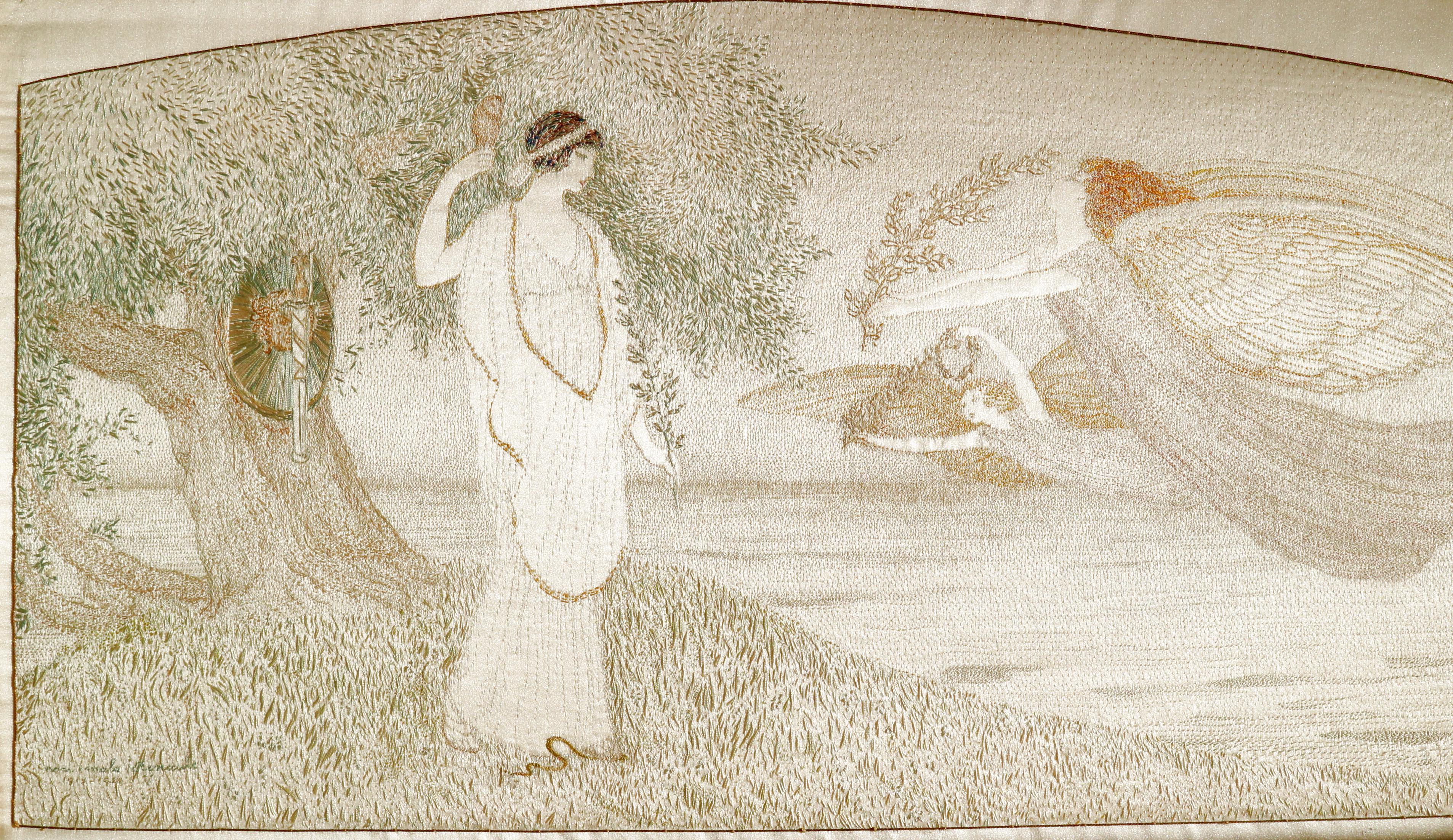
Minerve
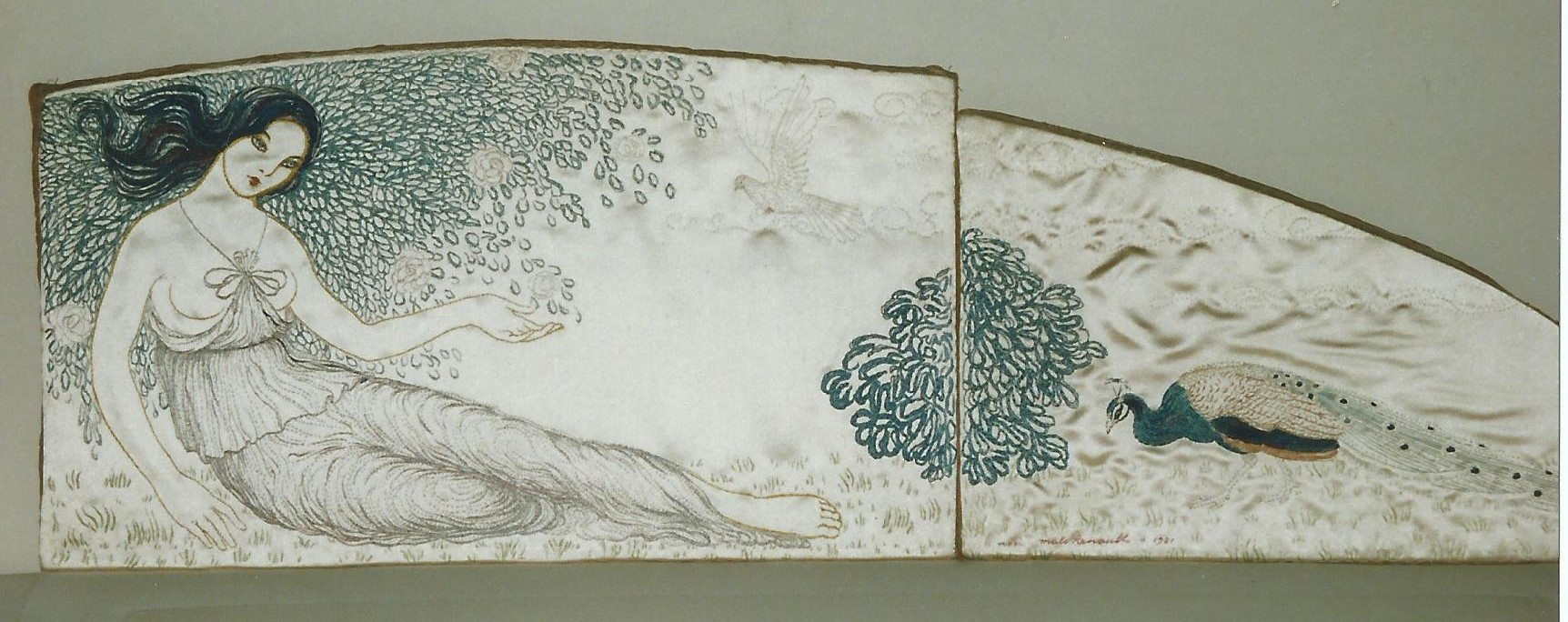
Décor haut de paravent

### Décors de céramiques
- Projet de décor céramique sur papier <ref>Nori Malo-Renault, « Décore de céramique par Nori Malo-Renault dans les collections du Musée national de céramique (Sèvre). Sur la plateforme ouverte du patrimoine (POP) », sur https://pop.culture.gouv.fr/search/list?auteur=%5B%22Malo-Renault%20Nori%20%281871-1953%29%22%5D, 1920 (consulté le 16 juillet 2025)</ref>
- Vase
- Faune au fruit
- Bonbonnière
- Femmes sortant de l'eau. Plat
- Bonbonnière..Oiseau

### Décors de maroquinerie
- Pochettes pour tenue habillée (début XX))
- Pochette carrée, médaillon brodé
- Pochette bleu et lamé
- Pochette couleur crème
- Pochette rose

### Œuvres dans les collections publiques
- France
  - Paris :
    - Bibliothèque nationale de France : 
      - Le Serpent noir de Paul Adam , ill. Malo-Renault  et tirage couleur de Nori Malo-Renault[10]

    - Chalcographie du Louvre :
      - Salomé, trois planches
      - La Femme au masque, cinq planches.

  - Sèvres :
    - Manufacture de Sèvres : 
      - Bonbonnière, vases, plats, décors style art déco à Sèvres, entre 1920-1921[11]

  - Quimper :
    - musée des Beaux-Arts : Marie-Annick, eau-forte[12],[13]
    - musée départemental breton : Exlibris de Charles Le Goffic[14].

  - Rennes
    - musée de Bretagne[15]: 
      - Les Petits dormeurs, au dos, inscription avec tampon encreur: imprimé par Nori Malo Renault
      - Salomé[16], eau-forte originale en couleur
      - Femme au masque  avec plusieurs tirages de réglage  (couleur)
      - Marie-Annick, eau-forte monochrome
      - Élégante buvant son thé, au dos, inscription avec tampon encreur: imprimé par Nori Malo Renault

- Royaume-Uni
  - Londres, British Museum: A little girl lying in bed, holding four dolls in her arms, color drypoint prints[17].

### Estampes
- Salomé, estampe couleur originale et décor brodé sur la couverture du livret de la pièce de théâtre d'Oscar Wilde.
- La Femme au masque[18], d'après Edmond Aman-Jean, eau-forte, pointe sèche et aquatinte en couleur, 210 × 250 mm.
- Marie-Annick[19], eau-forte en couleur originale, 1902, 290 × 160 mm[20], et version monochrome[21],.
- Le Petit café[22], d'après Edgar Degas, eau-forte en couleur 440 × 300 mm.
- L'Oréade[23], eau-forte en couleur originale, 260 × 120 mm, 50 épreuves.
- L' Écrivain au crabe[24], eau forte originale monochrome.
- Le Père Paul Chauvin, eau-forte originale, 220 × 270 mm.
- Portrait de William Ewart Gladstone[25], Premier ministre du Royaume-Uni, eau-forte monochrome , 340 × 250 mm, d'après une lithographie de John McLure Hamilton (en) .
- Portrait de Fanny Charrin[26] d'après une miniature d'Augustin, eau-forte en couleur, 100 × 150 mm.
- Le Petit déjeuner ou Petite fille et la poupée japonaise[27], eau-forte en couleur originale , 275 × 195 mm.
- Ex-libris pour la Société nationale des beaux-arts.